# Czarna Grobla (Braniewo)
Czarna Grobla (deutsch Schwarzdamm) war ein Ort in der polnischen Woiwodschaft Ermland-Masuren. Seine Ortsstelle liegt im Gebiet der Landgemeinde Braniewo (Braunsberg) im Powiat Braniewski (Kreis Braunsberg).

## Geographische Lage
Die Ortsstelle Czarna Groblas befindet sich fünf Kilometer östlich des Frischen Haffs (polnisch Zalew Wiślany) im Nordwesten der Woiwodschaft Ermland-Masuren, fünf Kilometer westlich der Kreisstadt Braniewo (Braunsberg).

## Geschichte
Der kleine Ort Schwarzdamm bestand aus einem kleinen Gehöft und war bis 1928 als Vorwerk ein Wohnplatz des Gutsdorfs Rosenort (polnisch Różaniec). Rosenort gehörte zum ostpreußischen Kreis Braunsberg, in dessen Amtsbezirk Klenau (polnisch Klejnowo) es eingegliedert war. Im Jahre 1910 zählte Schwarzdamm elf Einwohner. Als 1928 Rosenort nach Klenau eingemeindet wurde, wurde Schwarzdamm ebenfalls nach übernommen.
Als 1945 das gesamte südliche Ostpreußen in Kriegsfolge an Polen abgetreten wurde, erhielt Schwarzdamm die polnische Namensform „Czarna Grobla“. Der Ort wurde danach nicht regulär besiedelt bzw. nicht mehr unter seinem Namen offiziell geführt. Er mag in dem Nachbarort Różaniec (Rosenort) aufgegangen sein. Offiziell gilt er als untergegangen. Seine Ortsstelle liegt jetzt im Bereich der Gmina Braniewo, von 1975 bis 1998 der Woiwodschaft Elbląg, seither der Woiwodschaft Ermland-Masuren zugehörig.

## Religion
Bis 1945 gehörte Schwarzdamm in die römisch-katholische Kirche in Braunsberg (Braniewo) im damaligen Bistum Ermland. Außerdem war er in die evangelische Kirche Braunsberg in der Kirchenprovinz Ostpreußen der Kirche der Altpreußischen  Union eingegliedert.

## Verkehr
Die nicht mehr regulär erkennbare Ortsstelle Schwarzdamms resp. Czarna Groblas liegt an einer Nebenstraße, die bei Stępień (Stangendorf) von der polnischen Woiwodschaftsstraße 504 (hier im Abschnitt der früheren deutschen Reichsstraße 1) abzweigt und über Cielętnik (Kälberhaus) bis nach Różaniec (Rosenort) am Frischen Haff führt.